# Birigui
Birigui – miasto i gmina w Brazylii, w stanie São Paulo. Znajduje się w mezoregionie Araçatuba i mikroregionie Birigui.
W mieście ma siedzibę klub piłkarski Bandeirante EC.